# Сірецел
Сірецел (рум. Sirețel) — село у повіті Ясси в Румунії. Входить до складу комуни Сірецел.
Село розташоване на відстані 331 км на північ від Бухареста, 70 км на захід від Ясс.

## Населення
За даними перепису населення 2002 року у селі проживала 2201 особа.
Національний склад населення села:
| Національність | Кількість осіб | Відсоток |
| -------------- | -------------- | -------- |
| румуни         | 2196           | 99,8%    |
| цигани         | 5              | 0,2%     |

Рідною мовою назвали:
| Мова      | Кількість осіб | Відсоток |
| --------- | -------------- | -------- |
| румунська | 2196           | 99,8%    |
| циганська | 5              | 0,2%     |